# Люсі Ніколар Пулав

Люсі Ніколар Пулав в образі принцеси Ватахвасо, з обкладинки публікації 1917 року.

Ва-Тах-Ва-Со, також Люсі Ніколар, у шлюбі Пулав (22 червня 1882 — 27 березня 1969), псевдонім принцеса Ватахвасо — американська акторка, політична активістка прав корінних американців і просвітниця індіанського походження (пенобскотка). Першою з пенобскотів резервації штату Мен проголосувала в 1955 році.

## Раннє життя
Ва-Тах-Ва-Со народилася в резервації на острові Пенобскот у штаті Мен, донькою Джозефа Ніколара та Елізабет Джозеф, обидва племені Пенобско. Її батько був лідером корінних громад і письменником, який опублікував «Життя і традиції Червоної людини» (1893). У дитинстві Ва-Тах-Ва-Со вчилася майструвати кошики і продавала товари ручної роботи з родиною в Кеннебанкпорті, штат Мен. Вона та її сестри також співали для туристів. Підліткою вона увійшла до жіночого клубу на острові Вабанакі, прийнятого до Федерації жіночих клубів штату Мен в 1897 році.
Підліткою Ва-Тах-Ва-Со почала їздити на публічні виступи на таких заходах, як шоу спортсменів; під час однієї з таких поїздок вона привернула увагу адміністратора Гарварда. Він організував для неї можливості вивчати музику в Бостоні та Нью-Йорку.

## Кар'єра
Люсі Ніколар часто поєднувала політичну активність із розвагами. У січні 1900 року, коли їй було 17 років, Ніколар відвідала дебати на тему імміграції в Нью-Йорку. Вона змусила всіх присутніх замовкнути, сказавши: «Я вважаю, що тут я єдина справжня американка». Потім вона сіла за піаніно, заспівала жалібну пісню і зіграла Шопена, зачепивши усіх у кімнаті.

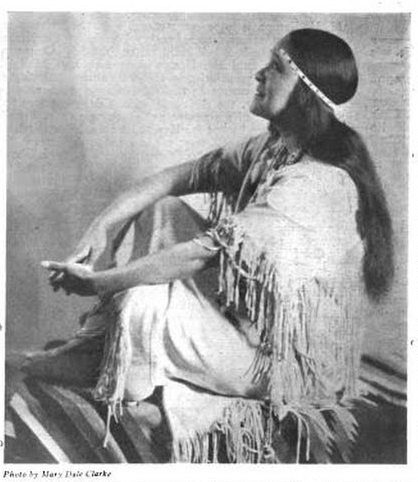
В образі принцеси Ватахвасо, з публікації 1920 року

Люсі Ніколар гастролювала США, використовуючи сценічне ім'я «Принцеса Ватахвасо» з 1916 року, співаючи пісні, граючи на фортепіано, розповідаючи історії, танцюючи та вдягаючи костюм з бахромою. Вона виконала пісню "Зіркоподібний прапор" на щорічному бенкеті організації Redpath-Vawter Chautauqua. Також виступала в еолійському залі, а в 1920 році брала участь у програмі до Дня музики в Жіночому прес-клубі в Нью-Йорку. Пишучи про її шоу в 1920 році, New York Times зауважила, що «корінні та придбані подарунки Ватахвасо дають певний шарм, який не часто можна почути в примітивній музиці». Попри представлення як «примітивна музика», більшість репертуару принцеси Ватахвасо було написано композиторами, які не є корінними народними жителями, включаючи Терлоу Ліурейшна та Чарльза Вейкфілда Кадмена.
Протягом з 1917 по 1930 рік Люсі Ніколар зробила більше дюжини записів для компанії Victor Talking Machine.
Після 1929 року Люсі Ніколар Пулау пішла з виставкових майданчиків і з чоловіком керувала магазином кошиків «Teepee Chief Poolaw's» у штаті Мен. Зі своїми сестрами Еммою та Флоренцією вона брала активну участь у роботі у справах захисту прав корінних американців у штаті Мен. Після того як пенобскоти, які жили на землях резервації в штаті Мен, отримали право голосу в 1955 році, Люсі Ніколар Пула віддала перший голос.

## Особисте життя
У 1905 році одружилася з лікарем з Бостона; вони розлучились у 1913 р. До 1918 року одружилася зі своїм менеджером та адвокатшом Томасом Ф. Горманом; теж розлучилися. Її третім чоловіком став Брюс Пулав (1906—1984), колега-артист. Разом вони осіли у штаті Мен. Люсі Ніколар Пулав померла в 1969 році у віці 87 років на землі індіанців. Сувенірний магазин «Пула», перейменований у «Тіпі» принцеси Ватахвасо, зараз є музеєм, яким керує її племінник Чарльз Норман Шей.
Один із кошиків Пулав є у колекції Історичного товариства Оклахоми. У 2010 та 2011 роках у музеї абатства була виставка про неї під назвою «Тітка Лу: Історія принцеси Ватахвасо».
Фотограф Горацій Пулав був її швагером.